# Hieracium angustiforme
Hieracium angustiforme es una especie de planta con flor del género Hieracium, de la familia Asteraceae, orden Asterales.

## Distribución
Hieracium angustiforme se distribuye por Noruega y Suecia.

## Taxonomía
Fue descrita científicamente por (Zahn) Nordh. Fue publicada en Norsk. Fl. 742 (1940).